# Jenotdel
El Jenotdel o Genotdel (en ruso: Женотдел; en inglés: Zhenotdel) fue el Departamento de Mujeres Trabajadoras y Mujeres Campesinas del Partido Bolchevique de la Rusia Soviética, creado en 1919 por Aleksandra Kolontái e Inessa Armand, con el objetivo de mejorar las condiciones materiales de las mujeres y de atraerlas a la causa socialista.
La traducción del nombre significa literalmente "Sección de la Mujer". El Jenotdel era entonces un directorio interno al Partido Comunista de la Unión de Repúblicas Socialistas Soviéticas y cumplía funciones relativas a las mujeres de la URSS, que incluían la organización de guarderías, escuelas, lavanderías además de movimientos de agitación, propaganda, militancia y captación de voluntarias, así como la organización de eventos para el intercambio de información. Estaba asociado a la revista Kommunistka.
Después del fallecimiento o abandono de la causa de las principales líderes, como por ejemplo Konkórdiya Samóilova, la sección fue finalmente disuelta en 1930 por el gobierno estalinista, que consideraba que la cuestión femenina ya había sido resuelta.